# John Barrymore
John Barrymore, ursprungligen John Sidney Blythe, född 15 februari 1882 i Philadelphia i Pennsylvania, död 29 maj 1942 i Los Angeles i Kalifornien, var en amerikansk skådespelare. Han var medlem i teaterfamiljen Barrymore och spelade med fadern Maurice på scenen år 1900, samt med systern Ethel följande år. Till en början gjorde han sig främst känd för sin medverkan i lätta komedier, sedan alltmer i dramer, med Hamlet 1922 som kronan på verket, vilken blev en enorm succé. Efter framgångarna med Hamlet lämnade Barrymore scenen under 14 år och fokuserade istället helt på filmen. Under stumfilmseran, hade han framgångar med filmer som Dr. Jekyll and Mr. Hyde (1920), Sherlock Holmes (1922) och Lidelser (1926). Hans scenvana röst visade sig vara en tillgång när ljudfilmen sedan introducerades och tre av hans filmer, Grand Hotel (1932), Primadonna (1934) samt Midnatt (1939) har valts ut av National Film Registry.

## Biografi
John Barrymore var son till Maurice Blythe (med artistnamnet Maurice Barrymore) och Georgie Drew samt bror till Lionel Barrymore och Ethel Barrymore. Han är far till John Drew Barrymore och Diana Barrymore samt farfar till Drew Barrymore.
Barrymores familj verkade vid teatern. Från början var han själv inte intresserad av teatern utan utbildade sig vid bland annat King's College (Pennsylvania) och New York Art Students League och jobbade som tecknare. Men han gav upp den banan och från 1905 följde han med på turné landet runt. Han fick sitt genombrott i pjäsen The Fortune Hunter 1909 som han spelade på Broadway.
John Barrymore fick stort erkännande för sina tolkningar av Hamlet, som han spelade i både New York och London. Det dröjde inte länge förrän han även medverkade i filmer, hans första film tros ha varit An American Citizen (1914). Han hade störst framgång som romantisk älskare, men själv föredrog han bisarra, groteska roller, såsom Dr. Jekyll and Mr. Hyde (1920), där han förvandlade sig från den ena personen till den andra utan hjälp av makeup.
Vid ljudfilmens intåg fortsatte Barrymores framgång - hans vackra profil (han kallades för "The Great Profile") kombinerad med hans röst gjorde honom till stor stjärna.
Privatlivet var inte lika framgångsrikt. Ända sedan tonåren hade Barrymore druckit kopiöst och med åren fick hans ansikte spår av alkoholmissbruket. När han var strax över 50 år gammal började han drabbas av svåra minnesluckor. Barrymore var gift fyra gånger och inblandad i ett otal romantiska skandaler.
John Barrymore avled, 60 år gammal, av lunginflammation och skrumplever.
Barrymore porträtterades av Errol Flynn i filmen Spel i blindo (Too Much, Too Soon, 1958), baserad på dottern Dianas självbiografi.

## Filmografi i urval
- 1920 – Dr. Jekyll and Mr. Hyde
- 1922 – Sherlock Holmes
- 1925 – Ben-Hur
- 1926 – Don Juan
- 1928 – Den röda stormen
- 1930 – Havets härskare
- 1931 – Svengali
- 1932 – Grand Hotel
- 1932 – A Bill of Divorcement
- 1932 – Rasputin och Kejsarinnan
- 1932 – Arsène Lupin gentlemannatjuven
- 1933 – Middag kl. 8
- 1933 – Skillsmässoadvokaten
- 1934 – Primadonna
- 1936 – Romeo och Julia
- 1937 – Kunna dessa ögon ljuga?
- 1937 – En gång i maj
- 1938 – Marie Antoinette
- 1939 – Midnatt
- 1940 – Den osynliga kvinnan